# Navegabilidad web
La navegabilidad o navegabilidad web es la facilidad con la que un usuario puede desplazarse por todas las páginas que componen un sitio web. Para lograr este objetivo, un sitio web debe proporcionar un conjunto de recursos y estrategias de navegación diseñados para conseguir un resultado óptimo en la localización de la información y en la orientación para el usuario. Asimismo se relaciona la navegación de las webs con la existencia de un menú de contenidos siempre visible y en el mismo lugar.
Las interfaces de navegación tienen que ayudar a los usuarios a responder a tres preguntas fundamentales relacionadas con la navegación: 
- ¿Dónde estoy?
- ¿Dónde he estado?
- ¿Dónde puedo ir?